# Замок Падерне
Замок Падерне (порт. Castelo de Paderne) — стародавня фортифікаційна споруда, розташована в парафії Падерне у муніципалітеті Альбуфейра в португальському Алгарве. Замок побудований в кінці XII століття берберами на місцевості віддаленій на від моря на близько 7,5 км. Розташований всього за 8 км від курортного міста Албуфейра, вздовж вигину річки Квартейра. Вважається, що це один із замків, що знаходяться на щиті національного прапора Португалії.

## Історія

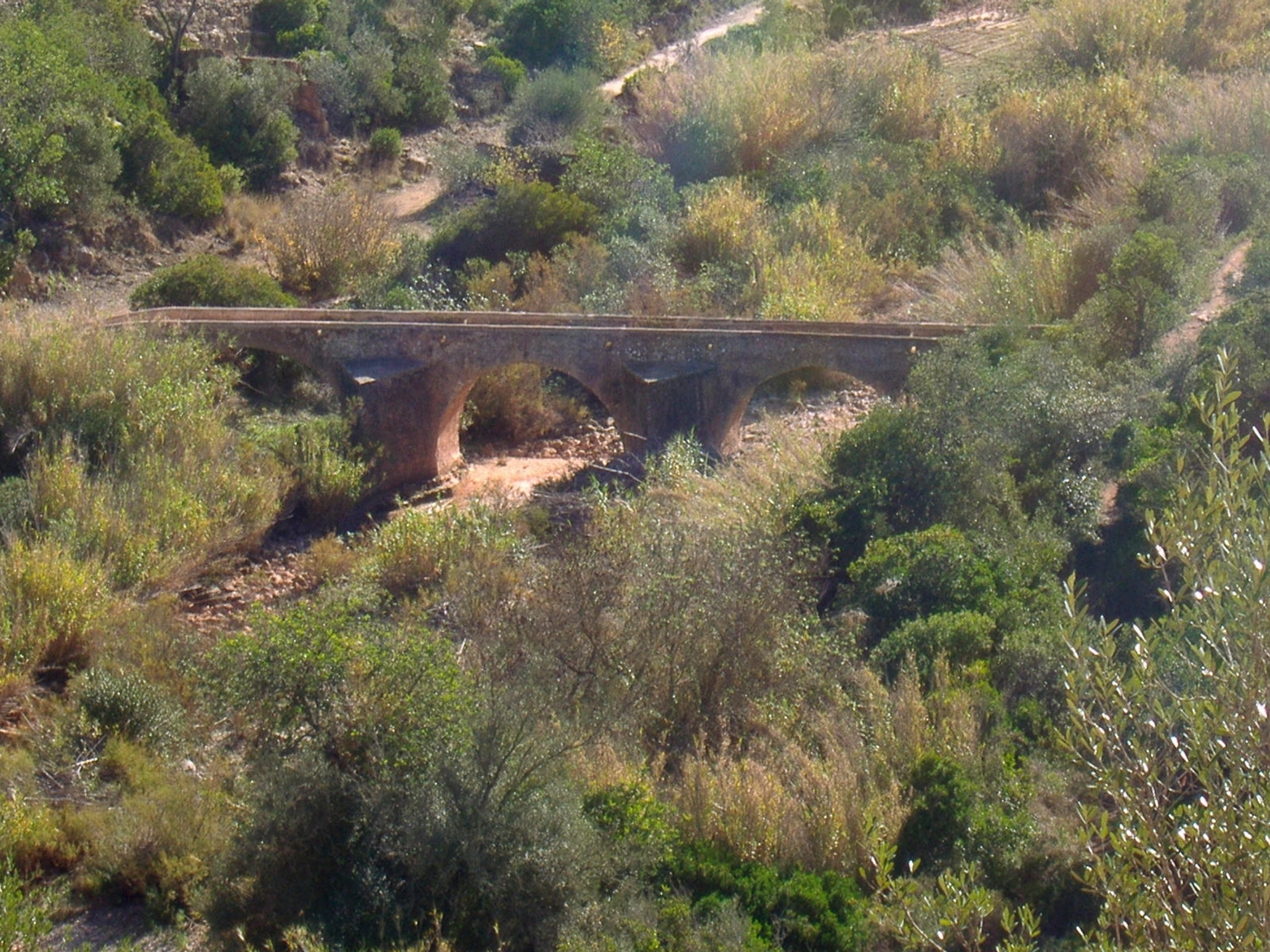
Римський міст під Падерне

Контроль Альмохад над Піренейським півостровом, християнські контратаки з півночі

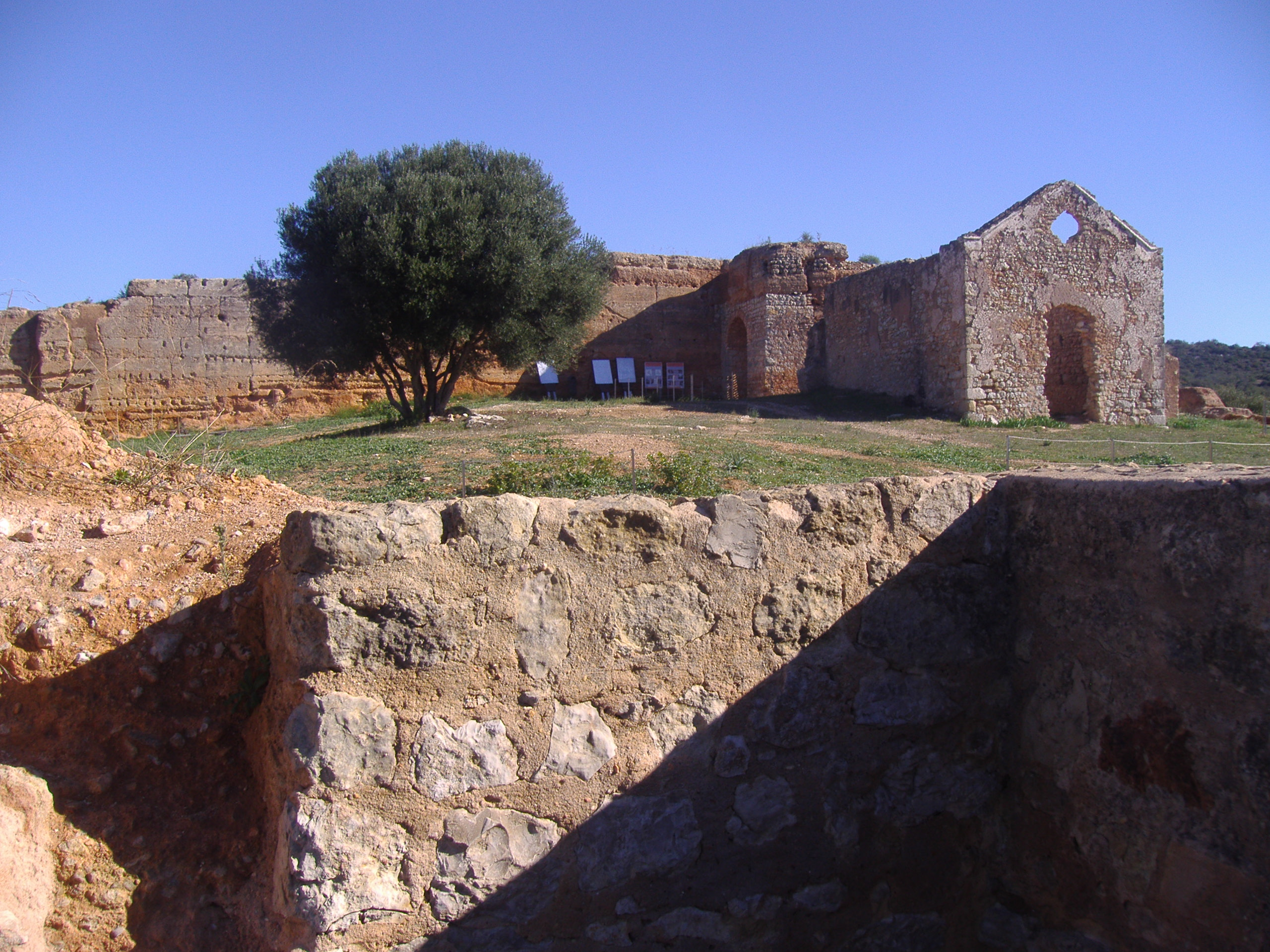
Зруйнована каплиця Носса-Сеньйора-ду-Каштелу

Приблизно в середині ІІ століття римлянини завоювали лузитанське городище, що розвинулося між неолітом і кахолітом. Поселення було перетворене на військовий форпост і, врешті-решт, політико-адміністративний центр під назвою Падерне або Падерна. Розташування його на скелястому півострівному вигині мало стратегічне значення, оскільки контролювало давньоримську дорогу Via Lusitanorum, що перетинає річку Квартейра на півдні.
До 713 року римську віллу завоювали маври. На цьому місці Альмохади побудували укріплення. Стурбовані просуненням християнських армій з півночі, Альмохади розпочали інтенсивний період військового будівництва та укріплення в Алгарве (у Падерні, Фару, Лоле, Сільвеші та багатьох інших місцях). Депопуляція мусульманської сільської місцевості, викликана набігами християн, які уникали відвертого конфлікту, призвела до побудови такого типу укріплень, які надавали відносну безпеку для мешканців у внутрішніх районах Алгарвійського Барокалу (гори).
У 1189 році замок (Сільвеш) був завойований арміями короля Саншу І за допомогою англо-християнських найманців під час тривалого нічного нальоту. У 1191 р. мусульманські війська династії Альмохадів під командуванням халіфа Абу Юсуфа Якуба аль-Мансура відбили замок та навколишні землі.
У 1248 р. дон Пайо Перес Коррейя зайняв замок для Корони Португалії, під час правління Афонсу III. Сили Переса Корреї вирізали жителів у замку Падерне. Незабаром після цих подій була побудована каплиця: вважається, що споруда була побудована на руїнах мечеті.
Після низки реставрацій король Дініш подарував замок магістру Авіського ордену дону Лоуренсу Анешу, намагаючись зробити його життєздатним військовим та економічним центром. Але ці спроби були марними.
Через ізоляцію та руйнування замок був покинутий у 1858 році, а його ермітаж (місцева парафіяльна церква, присвячена Вознесінню Богородиці) був деактивований.
10 березня 1998 року форт і його оточення були передані Instituto Português do Património Arquitectónico (IPPAR), Португальському інституту архітектурної спадщини. IPPAR уклав договір з компанією Terracarta з метою створення тривимірного дизайну будівель. Далі інститут придбав пам'ятку та землю навколо за 29 000 000 ескудо.
29 січня 2002 року був опублікований тендер в рамках програми PROAlgarve на Відновлення замку Падерне під егідою IPPAR. Суб'єкт-кандидат відповідав за відновлення стін, археологічне дослідження та музеєлогічну оцінку місця, включаючи старі будівлі у внутрішньому дворі, осушення пам'ятника та нарешті, консолідацію руїн церкви Вознесіння Богродиці. Археологічні розкопки, завершені на той час, знайшли залишки жител та дорожніх доріг у складі замку, а також залишки вдосконаленої каналізаційної системи та залишки водопровідної мережі (що включали цистерни та водопровідні канали).

## Архітектура

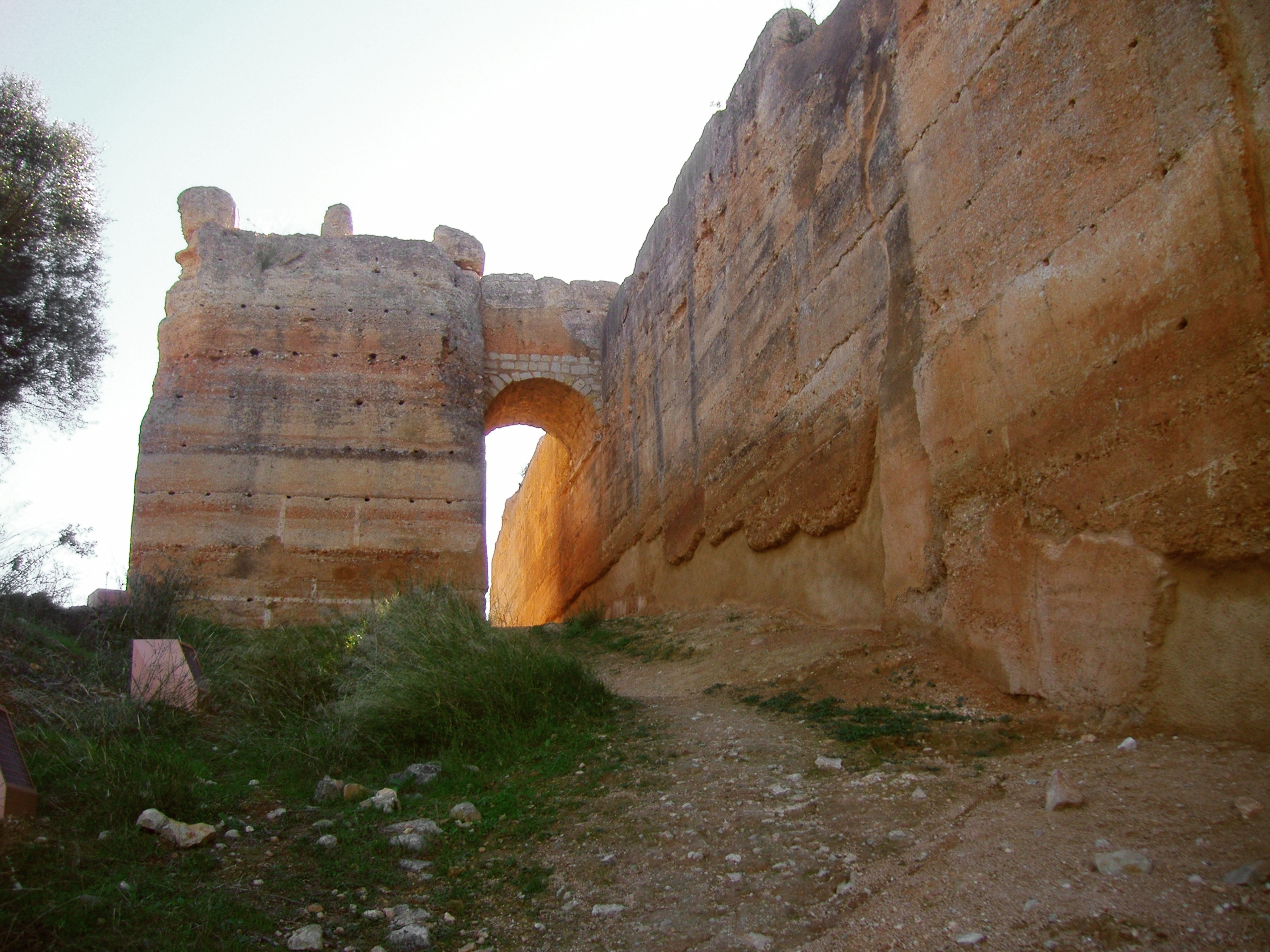
Вежа/ворота, з'єднані доріжкою

Ізольований замок у сільській місцині розташований на високій вершині пагорба над глибокою долиною, вкритою середземноморською рослинністю, оливковими гаями, смоківницями та ріжковим деревом. Знаходиться у зоні, висначеній у Natura 2000, з пішохідною стежкою під Інститутом охорони природи (Instituto de Conservação da Natureza).
Замок має звичайний трапецієподібний план, розміром майже гектар, оточений стінами, з дорогою, яка пов'язує вежу через римський арковий міст. У внутрішній частині знаходяться залишки поздовжньої каплиці, залишилися лише стіни.
Східна сторона, яка має найменший природний захист, має велику вежу і побудована з землебиту. Ця вежа, єдина, що стоїть всередині огородження, виступає від стіни і з'єднується з головним укріпленням верхнім проходом. З зовнішньої сторони вежі все ще можна побачити смужки побілки, які наносилися на стики землебиту, щоб створити враження, що вежа була побудована з каменю. Тим не менше, ці земляні стіни мають товщину 1,8 метра і встановлені на значному кам'яному п'ядесталі, який видно в основі стін по периметру. Також наявні вертикальні отвори, щоб забезпечити стік будь-якої води всередині стін замку, яка могла б накопичуватися.
Внизу вежі знаходяться залишки мурів, що пролягали по східному периметру: більша частина їх обвалилася. Цей вал, нижчий за основні стіни, також захищав основний доступ до замку. Під'їзд знаходиться під прямим кутом до головної стіни, створюючи вхід у формі «L», призначений для ускладнення будь-якої лобової атаки. Не всі кам'яні вироби у під'їзді оригінальні; значна частина доступу була посилена та відновлена з часом.
У межах замку розташовані залишки цистерни.
Уздовж південної стіни розташовані руїни колишньої каплиці Носса-Сеньйора-ду-Каштелу, яка була парафіяльною церквою для села поблизу, датується XIV століттям, але покинута в 1506 році (коли в селі була побудована нова церква).

## Галерея

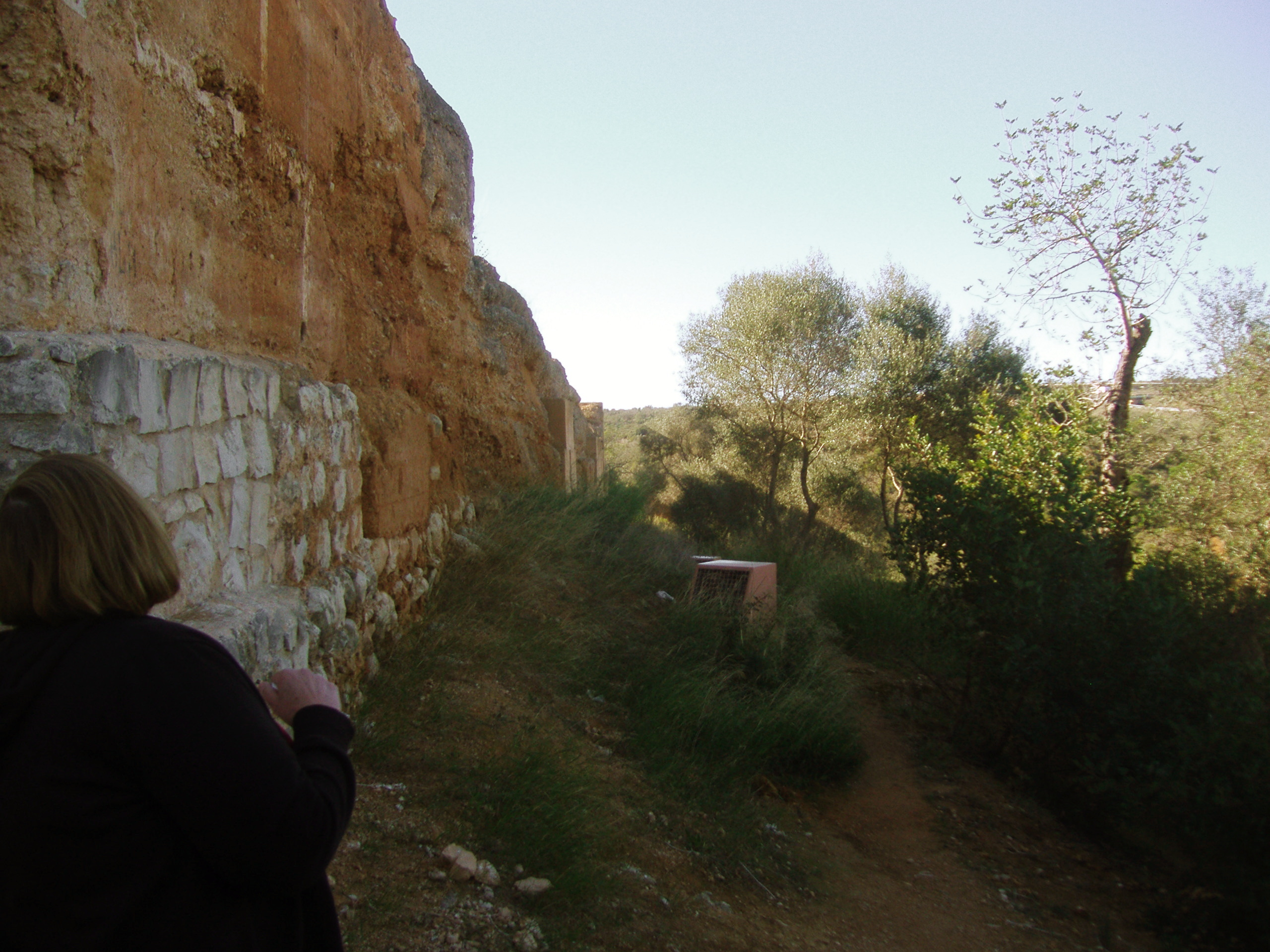
Північна стіна
Південна стіна
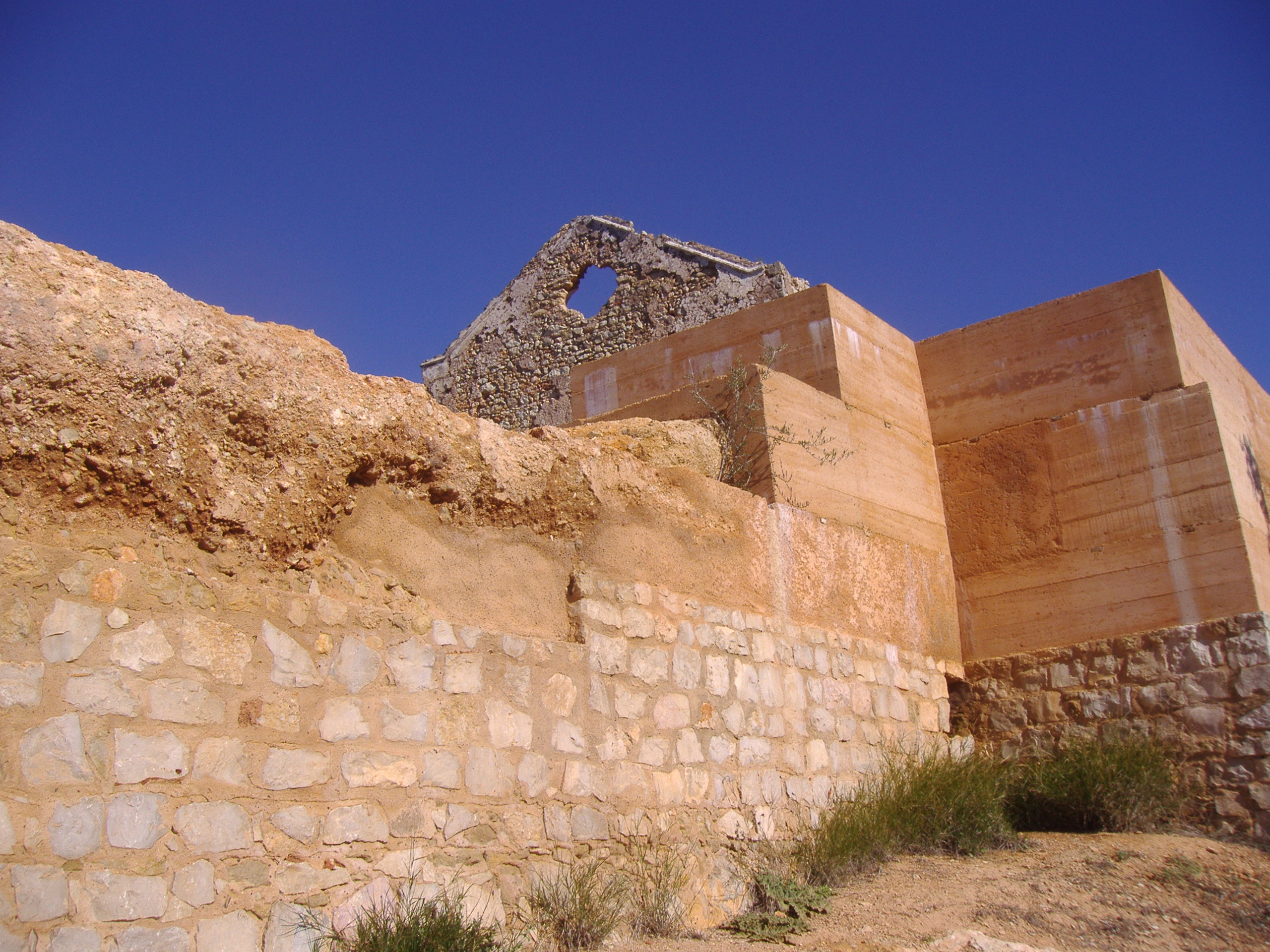
Південна стіна та п'ядестал
Південно-західний кут
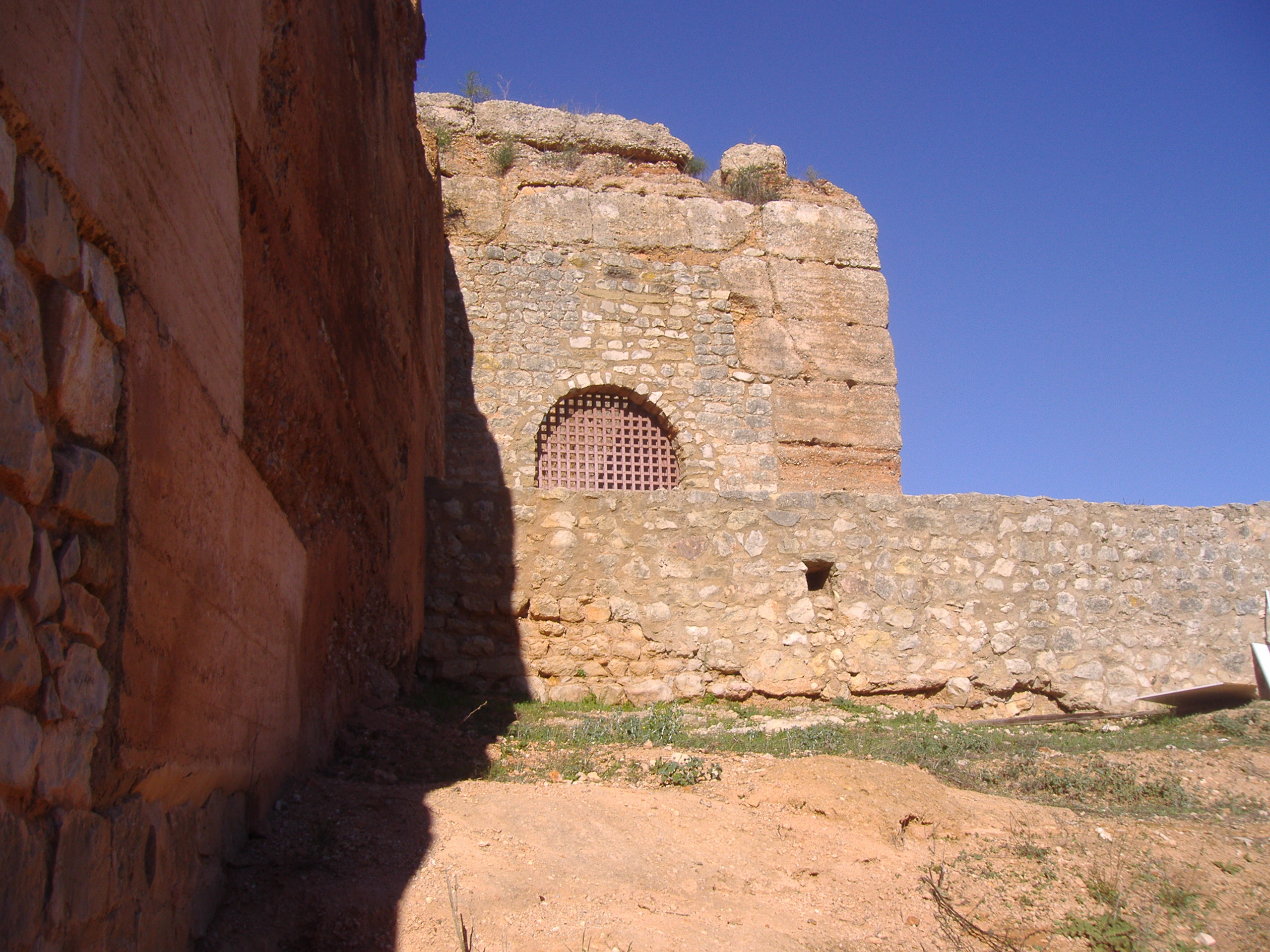
Вхідні ворота